# 许家桥回族维吾尔族乡
许家桥回族维吾尔族乡，是中华人民共和国湖南省常德市鼎城区下辖的一个乡镇级行政单位。

## 行政区划
许家桥回族维吾尔族乡下辖以下地区：
中堰村、六零一社区、许家桥村、麻家巷村、三德桥村、八叶桥村、三元桥村、五宝三村、药王溪村、金牛山村、广城山村、民族村、跑马岗村、永寺山村、兴佛山村、兴旺村和双堰岗村。